# 김성희 (희극인)
김성희(1979년 1월 29일 ~ )은 대한민국의 리포터이다.

## 학력
- 광주대학교(휴학)

## 방송

### 진행
- 2002년 ~ 2003년 : KBS2 《쇼! 행운열차》
- 2013년 : KBS1 《사람이야기, 모락모락》(2013.4.10 ~ 현재)

### 연극
- 2013년 : 《엄마의 소풍》 ... 꽃순이 역